# Фонте-Боа (Эшпозенди)
Фонте-Боа (порт. Fonte Boa) — район (фрегезия) в Португалии, входит в округ Брага. Является составной частью муниципалитета Эшпозенде. По старому административному делению входил в провинцию Минью. Входит в экономико-статистический субрегион Каваду, который входит в Северный регион. Население составляет 1298 человек на 2001 год. Занимает площадь 5,74 км².